# Galizische Carl Ludwig-Bahn

Das Streckennetz der Galizischen Carl Ludwig-Bahn

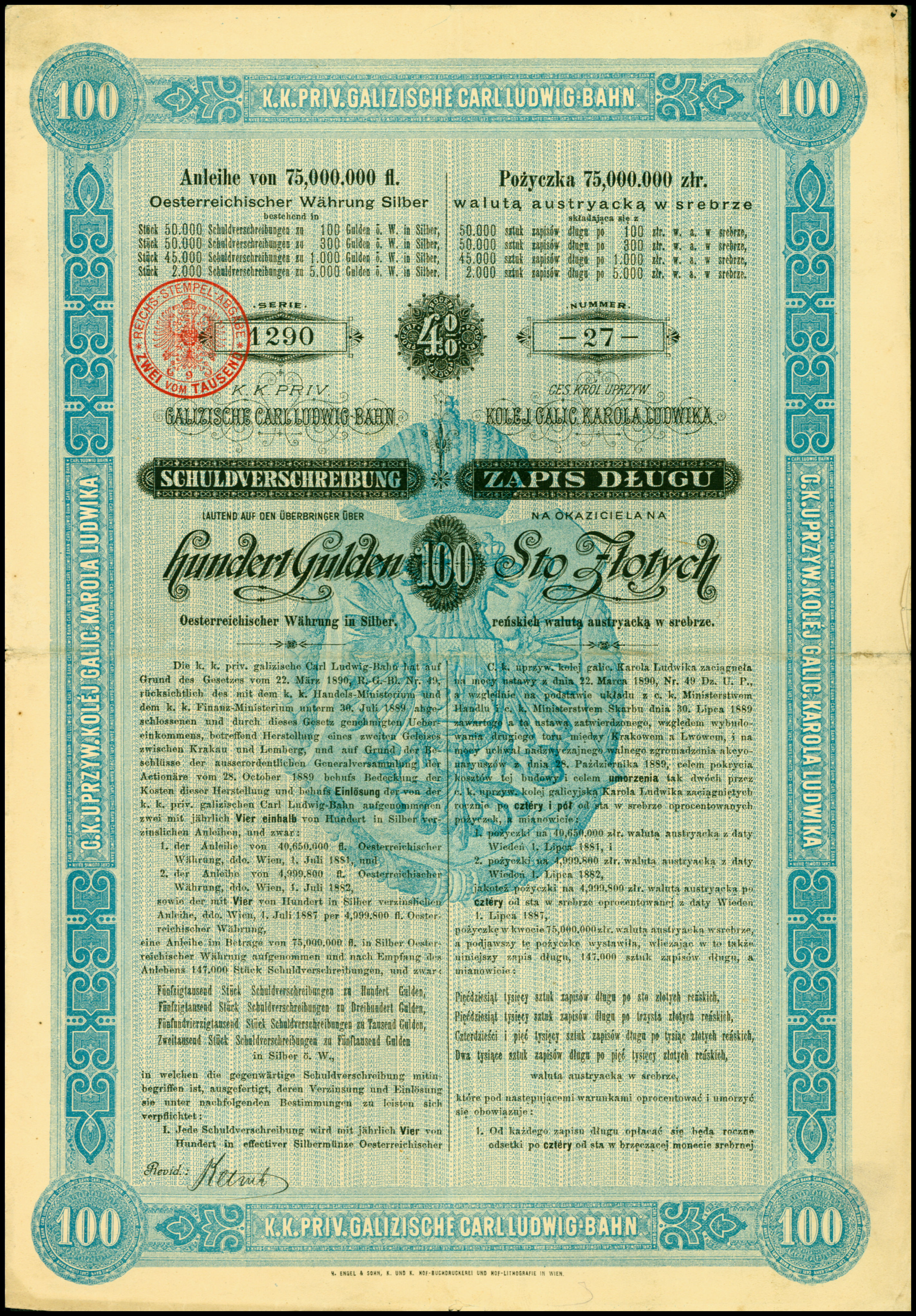
Anleihe über 100 Gulden der Galizischen Carl-Ludwig-Bahn vom 1. Juli 1890

Die k.k. priv. galizische Carl Ludwig-Bahn (CLB) war ein Eisenbahnunternehmen in Österreich, dessen Strecken in Galizien lagen. Heute befindet sich das ehemalige Bahngebiet anteilig in den Staaten Polen und Ukraine. Die Gesellschaft trug den Namen von Karl Ludwig von Österreich, dem Bruder Kaiser Franz Josephs I.

## Geschichte
Die CLB hatte ihren Ursprung in der Östlichen Staatsbahn, von der sie am 7. April 1858 deren Betriebsnetz östlich von Krakau und deren Lokomotivbestand übernahm.
Die Strecke Dembica–Rzeszów, deren Bau die östliche Staatsbahn begonnen hatte, wurde von der CLB fertiggestellt und noch 1858 eröffnet.
Zügig erfolgte der Ausbau der Strecken nach Osten bis an die Grenze des Russischen Reichs.
Die CLB wurde am 1. Jänner 1892 verstaatlicht, womit ihre Strecken und Fahrzeuge zur kkStB kamen.

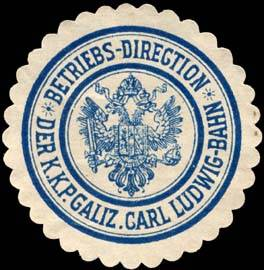
Siegelmarke Betriebsdirection der Kaiserlich Königlich P. Galiz. Carl Ludwig-Bahn
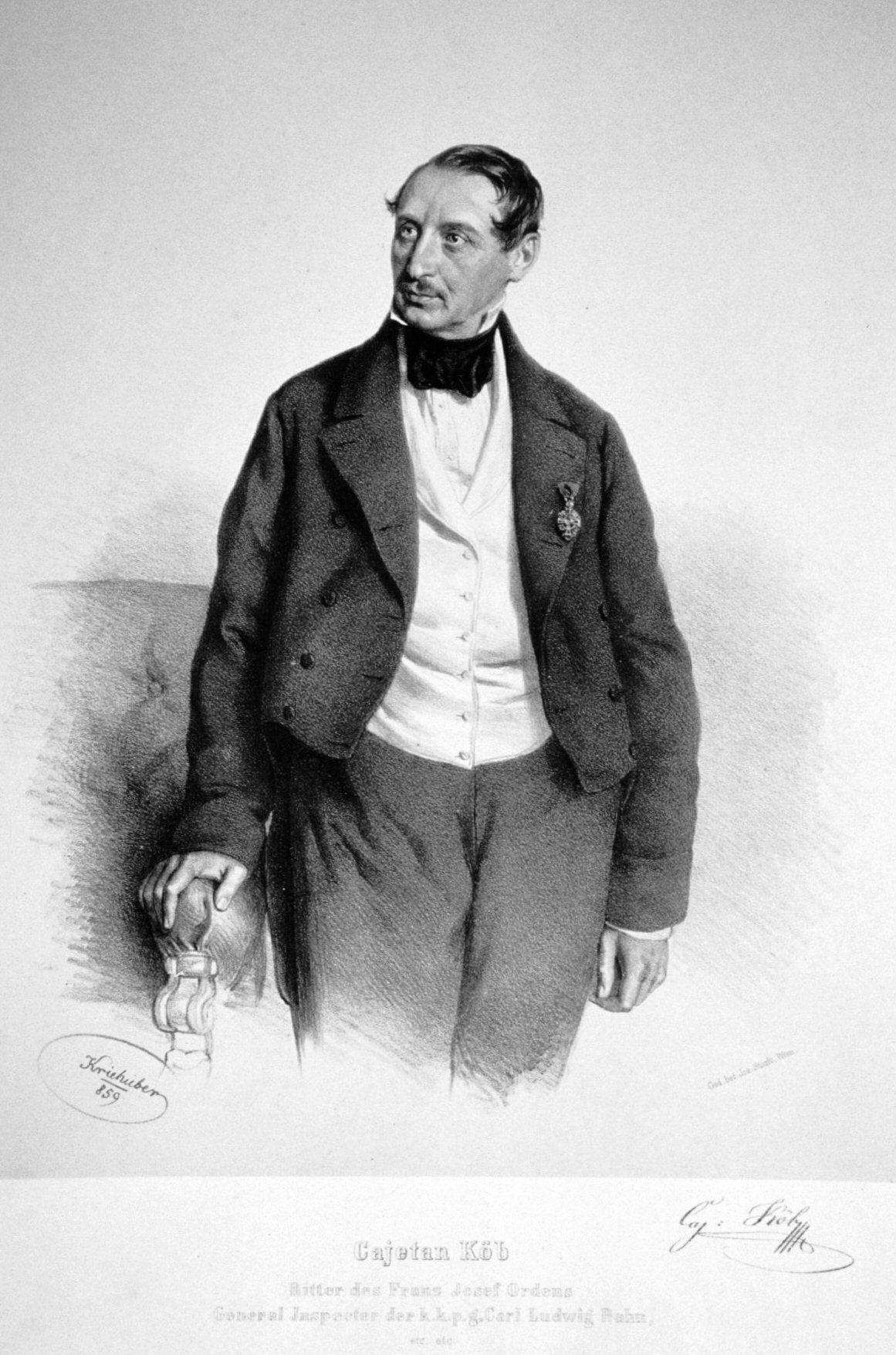
Kajetan Köb, General Inspektor der k. k. privilegierten galizischen Carl Ludwig Bahn. Lithographie von Josef Kriehuber, 1859

## Strecken
- Krakau–Bierzanów–Podłęże–Dembica (von ÖStB eröffnet 20. Februar 1856)
- Bierzanów–Wieliczka (von ÖstB eröffnet 26. Jänner 1857)
- Podłęże–Niepołomice (* 16. September 1858)
- Dembica–Rzeszów (von ÖStB begonnen, von CLB fertiggestellt, * 15. November 1858)
- Rzeszów–Przeworsk (* 15. November 1859)
- Przeworsk–Jarosław–Przemyśl (* 4. November 1860)
- Przemyśl–Lemberg (* 4. November 1861)
- Lemberg–Krasne–Brody (* 12. Juli 1869)
- Krasne–Złoczów (* 12. Juli 1869)
- Złoczów–Tarnopol (* 22. Dezember 1870)
- Tarnopol–Podwołoczyska (* 4. Oktober 1871)
- Brody–Radziwiłłów (* 27. August 1873)
- Jaroslau–Sokal (* 6. Juli 1884)
- Dembica–Sobów–Nadbrzezie (* 1887)
- Sobów–Rozwadów (* 1887)

## Lokomotiven

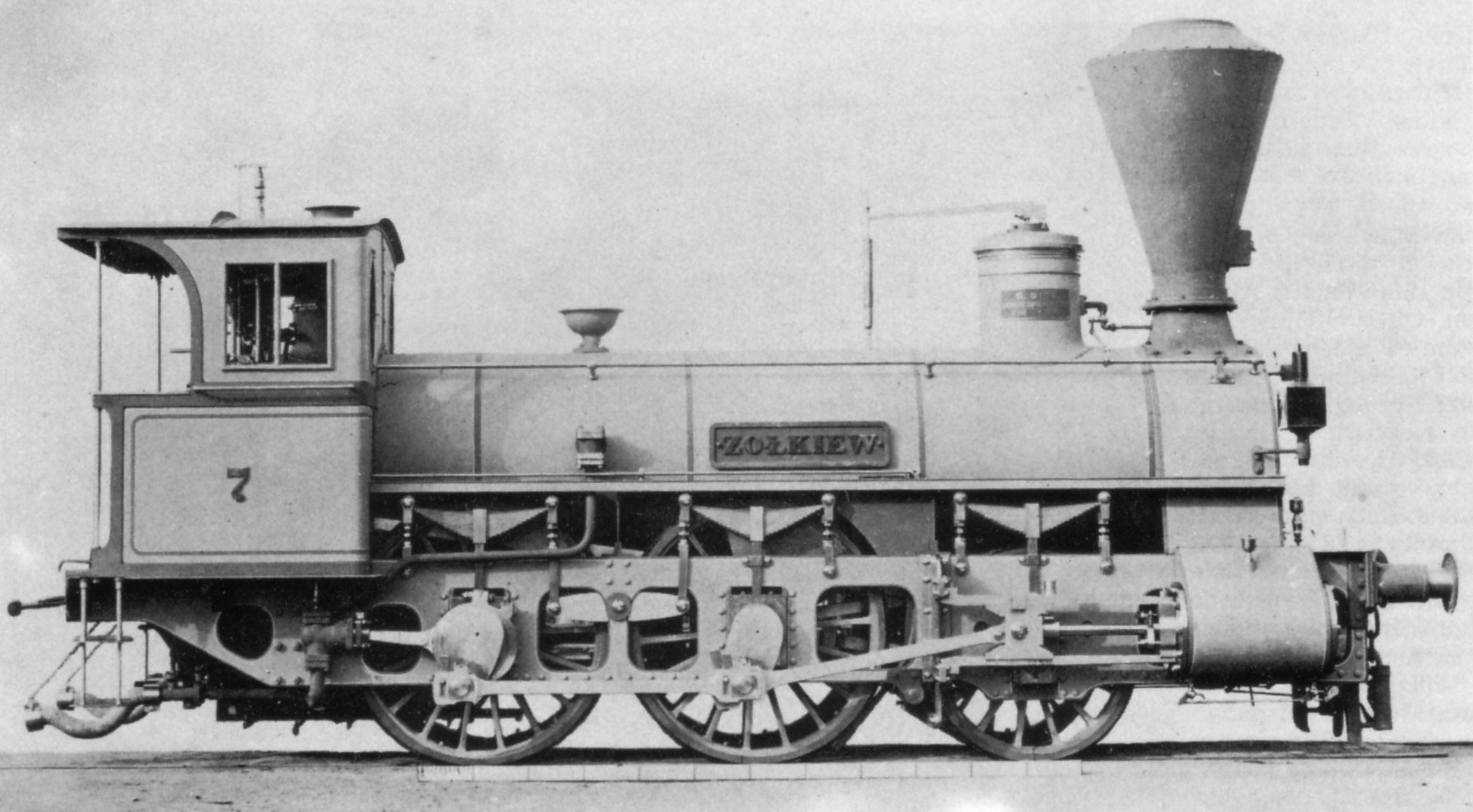
CLB IIa Nr. 7 ZOŁKIEW um 1860

| - 1–2 - CLB – Podgórze und Rzeszów - 3–4 - 71–72 - I | - IIa - IIb - IIc - IId - IIe | - IIf - IIg - IIIa - IIIb - IIIc | - IIId - IIIe - IIIf - IIIg - V |

## Personen
- Johann Jacob Herz, Generaldirektor